# Tercer Corral
Tercer Corral (51°31′S 58°46′O / -51.517, -58.767) es el nombre que recibe un sector del noroeste de la isla Soledad del archipiélago de las Malvinas, que según la Organización de las Naciones Unidas (ONU), está en litigio de soberanía entre el Reino Unido, quien la administra como parte del territorio británico de ultramar de las Malvinas, y la Argentina, quien reclama su devolución, y la integra en el departamento Islas del Atlántico Sur de la provincia de Tierra del Fuego, Antártida e Islas del Atlántico Sur.

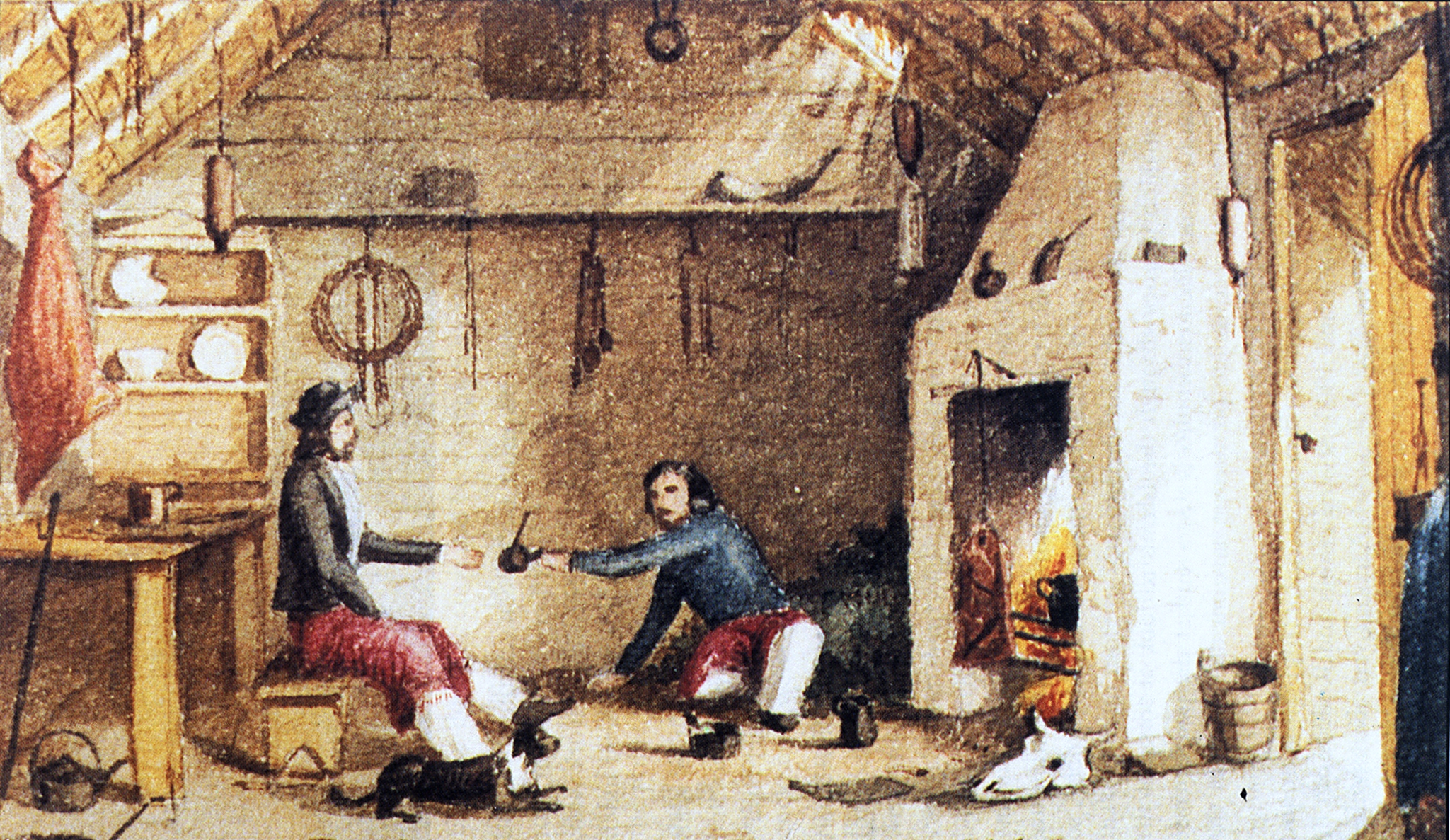
Gauchos malvinenses tomando mate. Acuarela de Dale, director de Valle Esperanza en la década de 1850.

Al igual que en diversos parajes de las Malvinas, en este lugar se encuentran varios objetos geográficos cercanos que comparten el mismo nombre, como un cerro, un arroyo, una vivienda y un corral. Los mismos están situados en las orillas del río San Carlos, en cercanías del cerro Montevideo que se eleva hacia al oeste. Además dichos lugares se localizan al oriente del puerto San Carlos.
Como numerosos topónimos malvinenses, que se denominan ‘corral’ (y su plural ‘corrals’), su nombre es de origen gauchesco, anterior a la ocupación británica de las Malvinas; haciendo referencia a una antigua edificación cerrada y descubierta, que servía para guardar animales. A comienzos del siglo XIX fue una granja agrícola perteneciente a Vernet.

### Guerra de las Malvinas
El cerro Tercer Corral obtuvo resonancia histórica por ser la posición que ocupó una patrulla terrestre de observación de la Agrupación de Comandos Anfibios de la Argentina, con la misión de controlar la actividad operativa británica tras el desembarco efectuado en la zona del puerto San Carlos, durante la guerra de las Malvinas de 1982. 
Dicha patrulla estuvo bajo el mando del capitán de corbeta Dante Camiletti y se compuso por dos fracciones, la Fracción “Basualdo"  y la Fracción “Pereyra”, que establecieron una Base Patrulla y Observatorio (BPO) en dicho cerro, por ofrecer una buena visión sobre la zona del cerro Montevideo y del puerto San Carlos. 